# Pierre Laurent Jubinville
Pierre Jubinville CSSp (Ottawa, Canadá, 5 de agosto de 1960) é bispo de San Pedro.
Pierre Jubinville entrou na ordem espiritana e fez sua profissão perpétua em janeiro de 1988. Recebeu o Sacramento da Ordem em 17 de setembro de 1988 do Bispo de Gatineau-Hull, Roger Ébacher.
Em 6 de novembro de 2013, o Papa Francisco o nomeou Bispo de San Pedro. O bispo militar do Paraguai, Adalberto Martínez Flores, o consagrou em 21 de dezembro do mesmo ano; Os co-consagradores foram o bispo emérito do Alto Paraná, Oscar Páez Garcete, e o bispo de Caacupé, Catalino Claudio Giménez Medina.